# HD 126525
HD 126525 — одиночная звезда в созвездии Возничего на расстоянии приблизительно 123 световых лет (около 37,8 парсек) от Солнца. Видимая звёздная величина звезды — +7,85m. Возраст звезды определён как около 9,836 млрд лет.
Вокруг звезды обращается, как минимум, одна планета.

## Характеристики
HD 126525 — жёлтый карлик спектрального класса G4V, или G5. Масса — около 0,895 солнечной, радиус — около 0,981 солнечного, светимость — около 0,911 солнечных. Эффективная температура — около 5555 K.

## Планетная система
В 2011 году группой астрономов, работающих со спектрографом CORALIE, было объявлено об открытии планеты HD 126525 b. Это газовый гигант, имеющий массу, равную 22% массы Юпитера. Планета обращается почти по круговой орбите на расстоянии 1,81 а.е. от родительской звезды, совершая полный оборот за 9489 суток. Открытие планеты было совершено методом доплеровской спектроскопии. Общее время наблюдений составило 2575 суток.
В 2019 году учёными, анализирующими данные проектов HIPPARCOS и Gaia, у звезды обнаружена планета HIP 70695 c.